# FK Podrinje Loznica
FК Podrinje Loznica je fudbalski klub iz Lozničkog Polja, Grad Loznica. Osnovan je 1958. godine.
Kao prvak Međuopštinske lige Jadar za sezonu 2011/12. stekao je pravo da zaigra u višem rangu, Mačvanskoj okružnoj ligi, petom takmičarskom nivou srpskog fudbala.
Najveći rivali su Rađevac (Krupanj) i Stolice (Krupanj).

## Noviji rezultati
| Sezona   | Rang | Liga                     | Pozicija | IG | D  | N | P | GD | GP | GR  | Bod | Kup                  |
| -------- | ---- | ------------------------ | -------- | -- | -- | - | - | -- | -- | --- | --- | -------------------- |
| 2010/11. | 6    | Međuopštinska liga Jadar | 2.       | 28 | 22 | 3 | 3 | 68 | 22 | +46 | 69  | Nije se kvalifikovao |
| 2011/12. | 6    | Međuopštinska liga Jadar | 1.       | 30 | 21 | 2 | 7 | 80 | 27 | +53 | 65  | Nije se kvalifikovao |
| 2012/13. | 5    | Mačvanska okružna liga   | -        | -  | -  | - | - | -  | -  | -   | -   | -                    |

## Spoljašnje veze
- Profil na srbijasport.net